# Johan Jacob le Sage ten Broek
Johan Jacob le Sage ten Broek ('s-Gravenhage, 2 februari 1742 - Rotterdam, 20 januari 1823) was een Nederlands hoogleraar filosofie, theologie en predikant. Hij raakte in conflict met zijn collega's over het "borgtochtelijk lijden" van Christus en werd beschouwd als "onzuiver" in zijn theologische opvatting. Als fervent patriot raakte Le Sage ten Broek in conflict met de Oranjegezinden. Aan het einde van zijn leven toonde hij zich een tegenstander van veranderingen.

## Biografie
Johan Jacob le Sage ten Broek was een zoon van Swerius ten Broek en Alida Maria le Sage. Le Sage ten Broek studeerde vanaf 1758 theologie in Groningen en promoveerde daar op 5 juni 1765 tot doctor in de filosofie. Van 1765 tot november 1766 was hij predikant te Lippenhuizen, daarna werd hij predikant te Werkendam (1766-1770). Vervolgens werd hij op 11 juli 1769 hoogleraar in de filosofie in Groningen. In april 1773 werd hij doctor honoris causa in de theologie, maar doceerde ook hydraulica en hydrostatica. In Groningen raakte Le Sage ten Broek in dat jaar betrokken bij het ontslag
van de hoogleraar natuurrecht Frederik Adolph van der Marck, wat hem de reputatie bezorgde een orthodox theoloog te zijn. In februari 1778 legde hij zijn hoogleraarschap in Groningen neer, nadat hij was beroepen als predikant te Rotterdam (1778-1787). Tevens werd hij hoogleraar in de filosofie aan de Illustre School van Rotterdam. Ten Broek werd een collega van de prinsgezinde Petrus Hofstede, lange tijd zijn vriend.

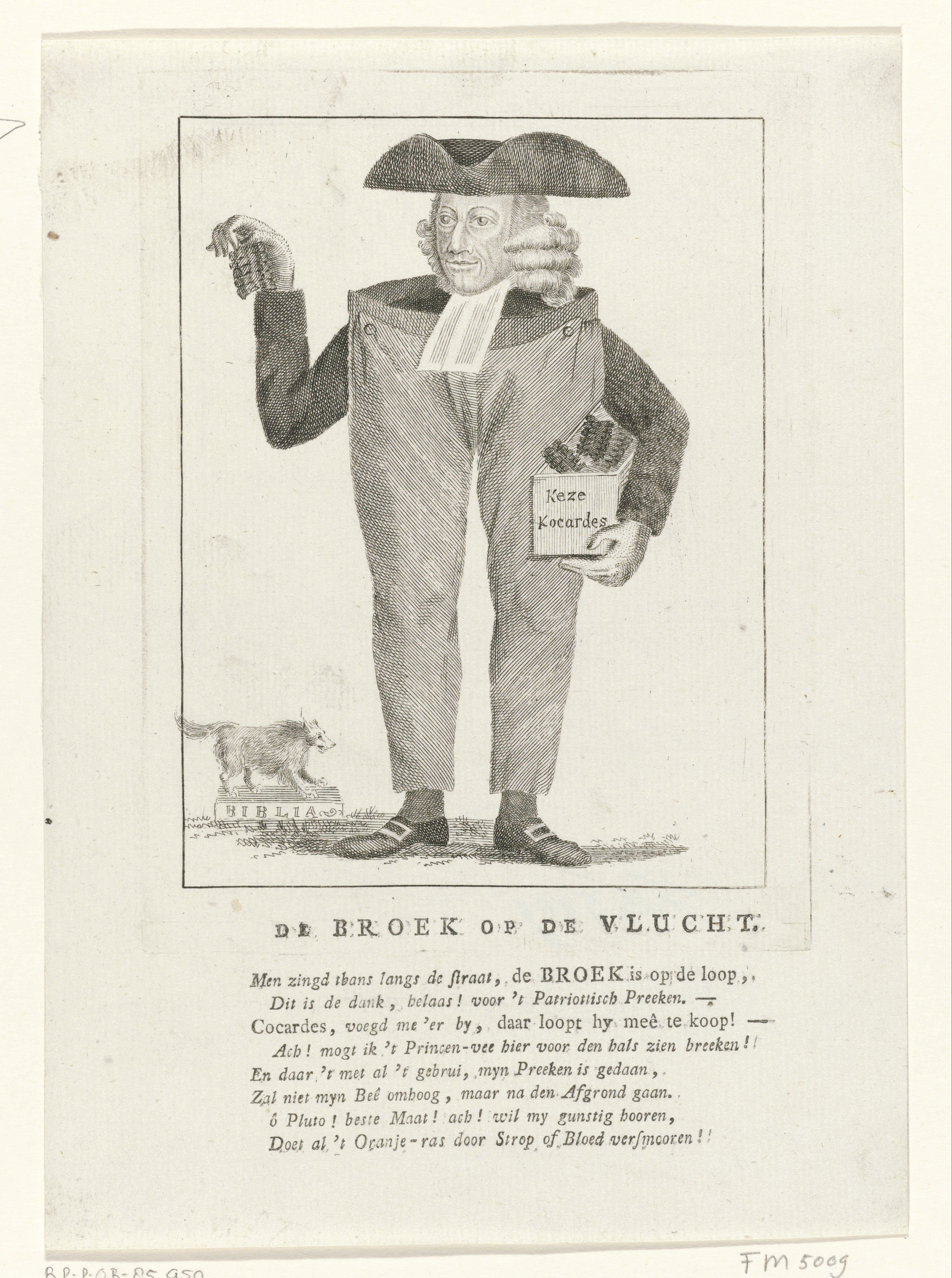
Spotprent De Broek op de vlucht (1787)

In Rotterdam ontpopte Le Sage ten Broek zich als een vurig patriot en hield geregeld toespraken voor het exercitiegenootschap. Hierover werden zelfs spotprenten. Dit betekende het einde van de vriendschap met de zeer Oranjegezinde Hofstede, die in september 1783 was aangevallen door Utrechtse patriotten. Bij het politieke conflict kwam een theologisch meningsverschil met Johannes Habbema en Hofstede dat in november 1783 leidde tot een aanklacht tegen Ten Broek wegens onrechtzinnigheid. Het onderwerp van het conflict was het "borgtochtelijk" (plaatsvervangend) lijden en sterven van Jezus Christus. Le Sage ten Broek stelde dat alleen het sterven van Christus plaatsvervangend was geweest en niet ook zijn lijden. Met zijn sterven had Jezus de straf voldaan die de mensen anders hadden moeten ondergaan omdat zij zich niet hadden gehouden aan de geboden van God de Vader. Het daaraan voorafgaande lijden was volgens hem niet noodzakelijk geweest voor deze verzoening. Habbema stelde echter dat niet alleen het sterven, maar ook het lijden van Christus noodzakelijk was geweest voor de verzoening. Het lijden van de mens was namelijk onderdeel van de straf op de zonde en daarom had Christus ook dit deel van die straf plaatsvervangend op zich moeten nemen. Le Sage ten Broek meende dat dit niet zo was en wees ter verdediging van zijn standpunt erop dat het lijden van de mensen vaak aan natuurlijke oorzaken toegeschreven kon worden. De kerkeraad en de classis veroordeelden Ten Broek en verboden hem om de uitleg van zijn standpunt te publiceren, ondanks de steun voor hem van Theodorus van der Groe, een voorman van de Nadere Reformatie. In 1785 werd de zaak door de Staten van Holland doorverwezen naar de faculteit theologie van de Leidse universiteit die om een nadere toelichting van Ten Broek vroeg. Deze toelichting kwam niet meer. Le Sage ten Broek had ondanks het verbod zijn boek al kunnen publiceren en was te druk met de oprichting van het Rotterdamse Departement van de Maatschappij tot Nut van 't Algemeen.
Na de nederlaag van de patriotten in 1787 zagen zijn tegenstanders opnieuw hun kans schoon. De patriot Ten Broek werd door het Oranjegezinde Rotterdams stadsbestuur in oktober 1787 van zijn ambt ontheven en door de kerkenraad als lidmaat gecensureerd, waarna hij uitweek naar Antwerpen, waar hij fungeerde als predikant voor uitgeweken patriotse protestanten. Hij vervulde dit ambt echter niet officieel. Ook preekte hij in 1792, tijdens de Eerste Coalitieoorlog, in het Duits voor de Oostenrijkse troepen.
Na de omwenteling van 1795 werd in juni 1795 het besluit van het Rotterdamse stadsbestuur vernietigd. Le Sage ten Broek hervatte zijn dienst als predikant en bleef in functie tot zijn emeritaat in 1821. In deze tweede Rotterdamse periode toonde hij zich afkerig van vernieuwingen. Vooral keerde hij zich tegen het vervagen van de grenzen tussen de kerkgenootschappen. Zo was hij tegen het voorstel om de hervormden en de remonstranten in een kerk samen te brengen. Om dezelfde reden was hij tegen de samenwerking met remonstranten, lutheranen en doopsgezinden in het Nederlandsch Zendeling Genootschap dat in 1797 in Rotterdam was opgericht. De samenwerking met andersgezinden zou volgens hem leiden tot het verspreiden van een verwaterde, niet-orthodoxe leer. In het Nut was die samenwerking met voor hem geen probleem geweest aangezien dit genootschap zich niet bezighield met godsdienstige zaken.
Hij was de vader van de schrijver en journalist Joachim le Sage ten Broek, die zich bekeerde tot de Rooms-Katholieke Kerk en naam maakte als verdediger van de rechten van deze kerk.
- Biografisch Portaal: 46910781
- Digitale Bibliotheek voor de Nederlandse Letteren: broe048
- Gemeinsame Normdatei: 105340543X
- International Standard Name Identifier: 0000 0001 2268 6371
- Nederlandse Thesaurus van Auteursnamen: 070714371
- Système universitaire de documentation: 258318031
- Virtual International Authority File: 172574933
- WorldCat: E39PBJh4wCJgYj6HGtDT6CPYT3